# John Mayasich
John Edward Mayasich, född 22 maj 1933 i Eveleth i Minnesota, är en amerikansk före detta ishockeyspelare.
Mayasich blev olympisk guldmedaljör i ishockey vid vinterspelen 1960 i Squaw Valley.